# Ludwig Loeffler (Verwaltungsjurist)
Ludwig Loeffler (* 2. September 1906 in Hamburg; † 23. Mai 1989 ebenda) war ein deutscher Jurist, der in Hamburg das Amt für Wiedergutmachung leitete und dem Vorstand der Jüdischen Gemeinde angehörte.

## Leben und Wirken
Ludwig Loeffler besuchte in Hamburg die Anton-Rée-Realschule am Zeughausmarkt sowie die Thaer-Oberrealschule am Holstentor, wo er 1925 das Abitur ablegte. Anschließend studierte er sechs Semester Rechtswissenschaften an der Universität Genf, der Universität Freiburg im Breisgau sowie der Universität Hamburg. Nach dem ersten Staatsexamen in Hamburg im Juli 1928 wurde er fünf Jahre später bei Kurt Perels zum Dr. jur. promoviert. In seiner Dissertation befasste er sich mit Selbstverwaltung und Staatsaufsicht im hamburgischen Gemeinderecht. Nach einer Referendariatszeit in Hamburg legte er im Februar 1932 die Große juristische Staatsprüfung ab. Anschließend arbeitete er als Assessor in der Verwaltung der Hansestadt. Da Loeffler jüdischer Abstammung war, musste er nach Beginn der Zeit des Nationalsozialismus die Tätigkeit aufgrund des Gesetzes zur Wiederherstellung des Berufsbeamtentums am 7. April 1933 aufgeben.
1934 übernahm Loeffler die Geschäftsführung der Firma Bruno Gätjens & Co., die Importe und Transite abwickelte. Nach den Pogromen im November 1938 inhaftierten die Nationalsozialisten etwa 1000 männliche Juden aus Hamburg für mehrere Wochen im Polizeigefängnis Fuhlsbüttel. Zu den Häftlingen im Alter von 17 bis 70 Jahren gehörte auch Loeffler. Nach seiner Freilassung übernahm er ab 1939 eine Stelle als Justitiar in der Finanzabteilung der Deutsch-Israelitischen Gemeinde, die 1938 zwangsweise in Jüdischer Religionsverband in Hamburg umbenannt worden war. Zudem arbeitete er in der für Nordwestdeutschland zuständigen Bezirksstelle der Reichsvereinigung der Juden in Deutschland.
Nachdem die Gestapo am 12. Juni 1943 die noch verbliebenen jüdischen Gemeinden aufgelöst hatte, deportierte sie zahlreiche Juden aus Hamburg. Gemeinsam mit nahezu allen Mitarbeitern der Jüdischen Gemeinde aus Hamburg  wurde Loeffler in das Ghetto Theresienstadt deportiert. Dort starben seine Eltern und Verwandten. Aus dem Ghetto Theresienstadt wurde er in das KZ Auschwitz-Birkenau verbracht und von dort ins Außenlager Friedland des KZ Groß-Rosen. Von hier konnte er Anfang 1945 noch vor der Befreiung des Konzentrationslagers durch die Rote Armee fliehen. Nach einem Fußmarsch erreichte Loeffler am 23. Juni 1945 seine Geburtsstadt.
Nach der Befreiung vom Nationalsozialismus leitete Loeffler ab Juli 1945 zunächst die Beratungsstelle für Wiedergutmachung und Flüchtlingshilfe, ab Dezember 1945 dann das nun eingerichtete Amt für Wiedergutmachung. Mitten in der Vorbereitung des Hamburger Haftentschädigungsgesetzes wurde er 1949 in die Behörde für Wirtschaft und Verkehr versetzt. Das Amt für Wiedergutmachung wurde aufgelöst. Die NS-Verfolgten waren beunruhigt. Hendrik George van Dam, der spätere Generalsekretär des Zentralrats der Juden in Deutschland, hatte im Vorfeld die Versetzung als Vorboten einer „späteren Zerschlagung“ des Wiedergutmachungsamts gewertet. Anfang der 1950er Jahre stellte er sie in den Kontext eines „Kreuzfeuers“, dem die westdeutschen Wiedergutmachungsreferenten ausgesetzt seien. Damit meinte er das Ausscheiden einer Gruppe von ns-verfolgten Leitern von Landesentschädigungsbehörden jüdischer Herkunft, zu der neben Ludwig Loeffler Philipp Auerbach (Bayern), Curt Epstein (Hessen), Marcel Frenkel (NRW) und Alphonse Kahn (Rheinland-Pfalz) gehörten.
Loeffler arbeitete von 1949 bis 1954 an seinem neuen Arbeitsplatz als leitender Fachbeamter. Bis zu seinem Ruhestand 1971 übernahm er auch eine Führungsposition in der Sozialbehörde.
Neben den beruflichen Tätigkeiten engagierte sich Loeffler für den Neuaufbau der Jüdischen Gemeinde in Hamburg. Er war seit der Neugründung Mitglied des Vorstands und hatte einen wichtigen Anteil an deren Reorganisation nach Kriegsende. Bis 1973 gehörte er dem Beirat der Gemeinde an. Loeffler übernahm den Vorsitz des Jüdischen Gemeindefonds Norddeutschland und engagierte sich in der Kinder- und Jugend-Alijah und war an mehreren Hilfs- und Solidaritätsaktionen, die einen Bezug zu Israel hatten, beteiligt. Über mehrere Jahrzehnte gehörte er dem Kuratorium des Israelitischen Krankenhauses an und übernahm in diesem Gremium den stellvertretenden Vorsitz.
1986 zeichnete der Hamburger Senat Ludwig Loeffler mit der Medaille für treue Arbeit im Dienste des Volkes in Silber aus.